# Ruellia capuronii
Ruellia capuronii är en akantusväxtart som beskrevs av Raymond Benoist. Ruellia capuronii ingår i släktet Ruellia och familjen akantusväxter. Inga underarter finns listade i Catalogue of Life.